# Вулиця Єжи Ґедройця
Вулиця Єжи Ґедройця — вулиця в Голосіївському та Печерському районах Києва, місцевість Нова Забудова. Пролягає від вулиць Василя Тютюнника і Іоанна Павла II до вулиці Казимира Малевича.
Прилучаються вулиці Предславинська, Велика Васильківська і Антоновича.

## Історія
Вулиця виникла в першій третині XIX століття, мала первинну назву — Звірине́цька; оскільки прямувала в бік передмістя Звіринець. Назву Тверська отримала 1901 року.
29 листопада 2018 року Київська міська рада перейменувала вулицю на честь Єжи Ґедройця, польського публіциста, ідеолога польсько-української співпраці. Рішення набуло чинності після офіційного опублікування в газеті «Хрещатик».
Частина вулиці між вулицями Антоновича і Казимира Малевича — непроїзна, пішохідна (з 1980-х років XX століття).

## Пам'ятники історії та архітектури
Пам'яткою архітектури є будинок № 7 — колишня лікарня І. Б. та В. В. Бабушкіних. Будівля в еклектичному стилі зведена у 1911⁣—1912 роках архітектором Мартином Клугом, на замовлення київського цукровара і філантропа, купця першої гільдії Івана Бабушкіна. Спершу у будинку розташовувалася хірургічна лікарня з поліклінічним відділенням, за радянських часів тут містилися різні медичні установи, потім — пологовий будинок лікарні Південно-Західної залізниці. Наразі це головна адмінбудівля ПАТ «Укрзалізниця».

## Об'єкти
- буд. № 5 — меморіальна дошка на честь Георгія Кірпи, міністра транспорту та зв'язку України, який працював у цьому будинку впродовж 2001⁣—⁣2004 років. Відкрита 25 грудня 2009 року.

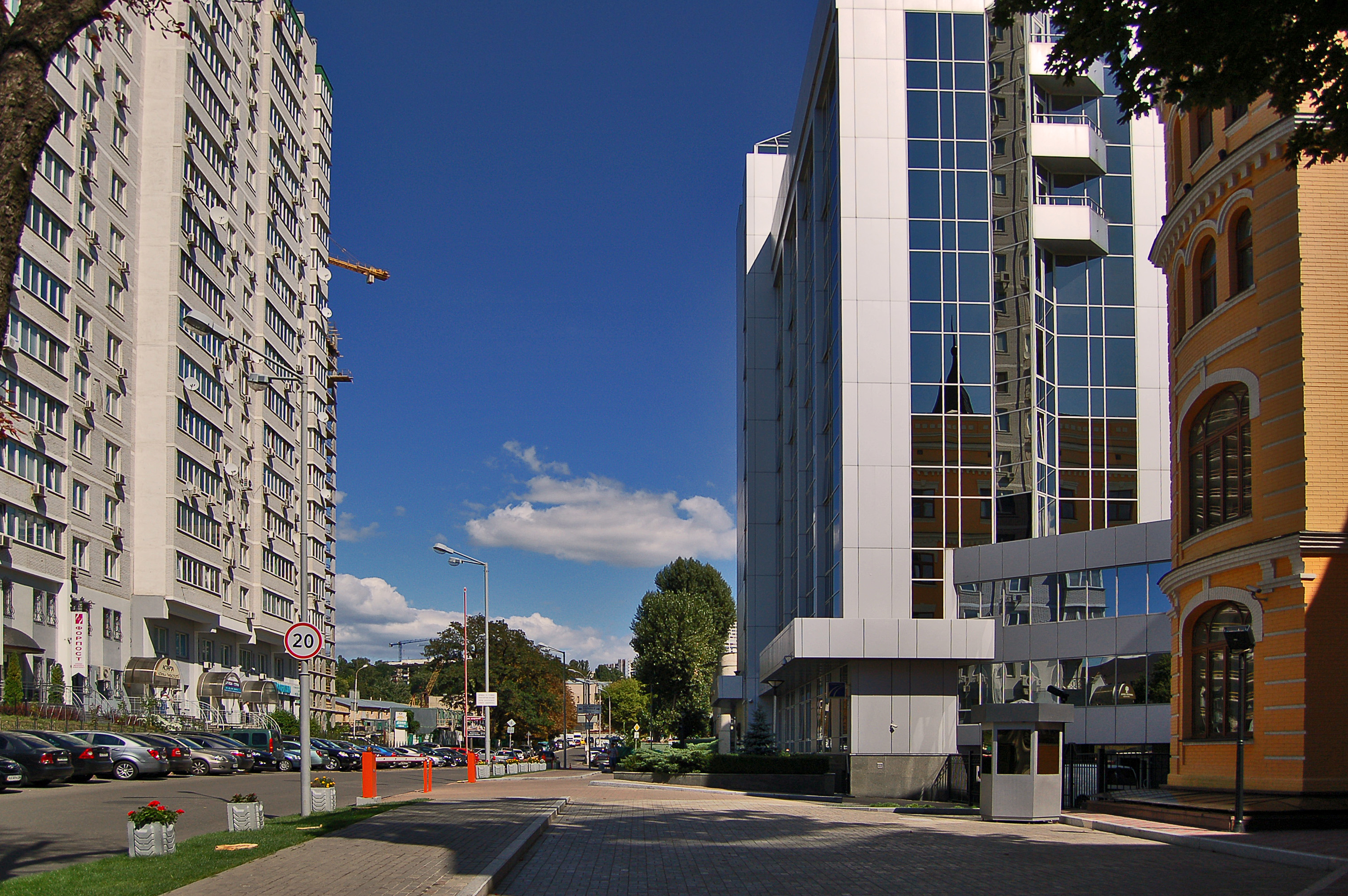
Вигляд у бік вулиці Іоанна Павла II
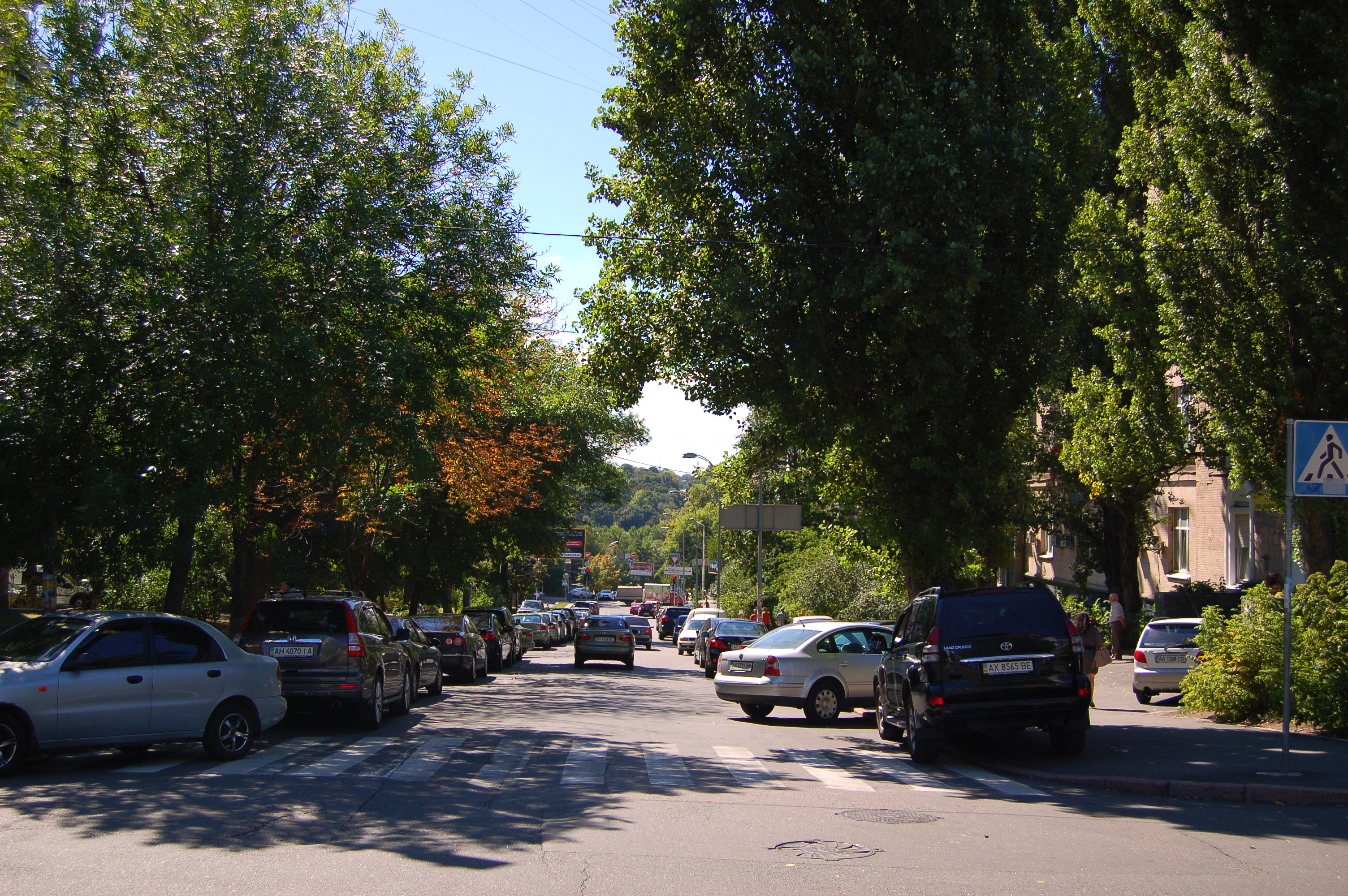
Вигляд у бік Великої Васильківської вулиці
Меморіальна дошка Георгію Кірпі